# Auto Lux
Auto Lux S.p.A. war ein italienischer Hersteller von Automobilen und Lastkraftwagen.

## Unternehmensgeschichte
Das Unternehmen aus Mailand stellte 1937 auf der Mailänder Automobilausstellung ein Fahrzeug aus. Die Produktion von Automobilen lief von 1945 bis 1950.

## Fahrzeuge

### Personenwagen
Das 1937 ausgestellte Fahrzeug war ein Personenwagen mit drei Rädern. Für den Antrieb sorgte ein Elektromotor. Das Fahrzeug ging nicht in Serienproduktion.

### Lieferwagen
Das Unternehmen stellte zwischen 1945 und 1950 Dreirad-Lieferwagen mit Elektroantrieb her.